# Anne Rice
Anne Rice, ursprungligen Howard Allen Frances O'Brien, född 4 oktober 1941 i New Orleans, Louisiana, död 11 december 2021 i Rancho Mirage, Kalifornien, var en amerikansk författare som bland annat har skrivit serien Vampyrkrönikan.

## Biografi
Howard Allen Frances O'Brien föddes i New Orleans, som andra barnet och dottern i en irländsk katolsk familj. Hennes äldre syster, Alice Borchardt, är likaså författare. Hon fick namnet Howard efter sin far, eftersom modern ansåg att det var ett intressant namnval, men hon började själv använda namnet Anne när hon började skolan. Modern avled av alkoholrelaterade sjukdomar när Anne Rice var 14 år. När hon var 17 flyttade familjen till Richardson, Texas, där hon som gymnasist lärde känna Stan Rice, som hon gifte sig med 1961. Maken var poet och konstnär.
Paret Rice fick en dotter 1966, som avled i leukemi vid sex års ålder. Dotterns död inspirerade Rice att skriva boken En vampyrs bekännelse, som handlar om den olyckliga vampyren Louis. En annan av personerna som porträtteras i böckerna är Claudia, den sexåriga flickan som Louis gör till vampyr för att han inte vill låta henne dö. Anna Rice var färdig med boken 1973, men utgav den först 1976. Detta var den första i en serie böcker om vampyrer. Anne Rices första bok i Vampyrkrönikan, Samtal med vampyren/En vampyrs bekännelse blev filmatiserad med titeln En vampyrs bekännelse, 1994. Den tredje boken i Vampyrkrönikan, De fördömdas drottning, låg som grund till en film med titeln De fördömdas drottning, 2002.
Dessutom har Anne Rice skrivit under pseudonymer. Under namnet Anne Rampling har hon skrivit skönlitteratur, och under namnet A.N. Roquelaure sadoerotisk skönlitteratur.
1978 fick paret Rice en son, Christopher Rice, numera också författare. Maken Stan avled efter lång tids sjukdom 2002.
1998 återvände Rice till Romersk-katolska kyrkan efter år som uttalad ateist, och har sedan dess tillägnat sitt författarskap åt Gud, vilket hon gjort i böcker om Jesu liv (Christ the Lord-serien). 2010 kungjorde hon att hon fortfarande är troende men övergett kyrkan och organiserad religion. 2014 skrev hon på Facebook att hon är en sekulär humanist.

### Vampyrkrönikan
(Samtliga svenska översättningar i serien av Annika Preis)
- Interview with the Vampire (1976) (Samtal med vampyren, Bonnier, 1977). Nyutgåvor fr.o.m. 1990 med titeln En vampyrs bekännelse
- The Vampire Lestat (1985) (Nattens furste, Forum, 1991)
- The Queen of the Damned (1988) (De fördömdas drottning, Forum, 1992)
- The Tale of the Body Thief (1992) (De dödligas förförare, Forum, 1995)
- Memnoch the Devil (1995) (Djävulens frestelser, Forum, 1996)
- The Vampire Armand (1998)
- Merrick (2000)
- Blood and Gold (2001)
- Blackwood Farm (2002)
- Blood Canticle (2003)
- Prince Lestat (2014)
- Prince Lestat and the Realms of Atlantis (2016)
- Blood Communion: A Tale of Prince Lestat (2018)

### New Tales of the Vampires
(Andra berättelser om vampyrer, fristående från Vampyrkrönikan, men utspelar sig i samma fiktiva värld.)
- Pandora (1998)
- Vittorio the Vampire (1999)

### Lives of The Mayfair Witches
(Denna serien går ihop med Vampyrkrönikan efter Blackwood Farm.)
- The Witching Hour (1990)
- Lasher (1993)
- Taltos (1994)

### Ramses the Damned
- The Mummy, or Ramses the Damned (1989) (Mumien, översättning Gunilla Holm, Forum, 1993)
- Ramses the Damned: The Passion of Cleopatra (2017)
- Ramses the Damned: The Reign of Osiris (2022)

### Romaner om Jesu liv
- Christ the Lord: Out of Egypt (2005) (Ut ur Egypten kallade jag min son, översättning Felix Larsson, Marcus förlag, 2008)
- Christ the Lord: The Road to Cana (2008)

### Songs of the Seraphim
- Angel Time (2009)
- Of Love and Evil (2010)

### The Wolf Gift Chronicles
- The Wolf Gift (2012)
- The Wolves of Midwinter (2013)[5][6]

### Fristående romaner
- The Feast of All Saints (1979)
- Cry to Heaven (1982)
- Servant of the Bones (1996)
- Violin (1997)

### Noveller
- October 4th, 1948
- Nicholas and Jean
- The Master of Rampling Gate

### Böcker utgivna under pseudonymen Anne Rampling
- Exit to Eden (1985)
- Belinda (1986)

### Erotisk litteratur utgivna under pseudonymen A. N. Roquelaure
- The Claiming of Sleeping Beauty (1983)
- Beauty's Punishment (1984)
- Beauty's Release (1985)
- Beauty's Kingdom (2015)